# Leptanthura segonzaci
Leptanthura segonzaci är en kräftdjursart som beskrevs av Negoescu 1994. Leptanthura segonzaci ingår i släktet Leptanthura och familjen Leptanthuridae. Inga underarter finns listade i Catalogue of Life.